# The Plot in You
The Plot in You — американський метал-гурт, створений у окрузі Генкок, штат Огайо, у 2010 році. Спочатку задуманий як сайд-проєкт колишнього учасника Before Their Eyes Лендона Тьюерса, гурт складається з Тьюерса, гітариста Джоша Чайлдресса, басиста Ітана Йодера та барабанщика Майкла Купера.
The Plot in You випустили два мініальбоми та п'ять студійних альбомів. Їхній мініальбом Wife Beater вийшов у 2010 році, за ним послідував дебютний студійний альбом First Born у 2011 році. Другий студійний альбом Could You Watch Your Children Burn вийшов у 2013 році. 17 липня 2015 року гурт оголосив про підписання контракту з лейблом StaySick Recordings, а 16 жовтня 2015 року вийшов альбом Happiness in Self Destruction. 15 червня 2017 року вони розійшлися зі StaySick Recordings і підписали контракт з Fearless Records, а також анонсували четвертий студійний альбом Dispose, який вийшов 16 лютого 2018 року. П'ятий студійний альбом Swan Song вийшов 17 вересня 2021 року.

## Історія

### 2010—2011: заснування, зміна назви таFirst Born
Гурт був сформований під назвою «Vessels» як сайд-проєкт гітариста/вокаліста Лендона Тьюерса, коли він був частиною постгардкор-гурту Before Their Eyes. Vessels випустили дебютний мініальбом, записаний і спродюсований самостійно, під назвою Wife Beater через лейбл InVogue Records, на який також були підписані Before Their Eyes. Невдовзі після випуску Wife Beater, Тьюерс побачив потенціал Vessels і вирішив покинути Before Their Eyes. Потім він змінив назву гурту на «The Plot in You» і залучив гітаристів Ентоні Тома та Джоша Чайлдресса, басиста Ітана Йодера та барабанщика Коула Вордена для живих виступів, вирішивши створювати музику незалежно від решти гурту. Ближче до кінця 2010 року гурт оголосив про підписання контракту з Rise Records, а Тьюерс зізнався, що він уже почав працювати над матеріалом для альбому, реліз якого очікується на початку наступного року.
21 жовтня 2010 року гурт вирушив у перший тур «The Mosh PotatTour», де грав на розігріві у A Plea for Purging у грудні разом із Your Memorial та Within the Ruins. Згодом гурт випустив два рекламні сингли з майбутнього нового альбому, «Unwelcome» 29 листопада та «Miscarriage» 24 лютого. Останньою піснею, яку гурт випустив перед альбомом, був кавер на пісню Роба Зомбі «Superbeast», який вийшов 30 березня на сторінці гурту у Facebook.
19 квітня 2011 гурт випустив дебютний альбом First Born через Rise Records і відправився в турне протягом 2011 і 2012 років. Наприкінці літа 2011 року гурт почав працювати над кліпом на пісню «Miscarriage», який вони випустили 1 вересня. Гурт приєднався до Thick as Blood, Legend та We Are Defiance у турі «Circle of Friends Tour», перед тим, як відправився з A Bullet for Pretty Boy в осінній тур «The Revision: Revise Tour» на підтримку їхнього однойменного альбому разом з The Great Commission і The Air I Breathe. Гурт завершив рік у рамках зимового туру MyChildren MyBride разом із Within the Ruins, Lionheart та I Declare War.

### 2011—2013:Could You Watch Your Children Burn
22 жовтня 2011 року гурт оголосив у Twitter, що вони вже почали роботу над наступним релізом. Наприкінці грудня 2011 року гітарист Ентоні Тома оголосив, що залишає гурт, щоб повернутися до школи. Він відіграв останній концерт із гуртом на початку того ж місяця, його замінив гітарист A Bullet for Pretty Boy Деррік Секріст. Гурт розпочав річний тур у складі «The Recorruptour» гурту Whitechapel разом із супроводжувальними гуртами Miss May I, After the Burial, Structures та Within the Ruins. Невдовзі гурт оголосив, що в березні повернеться в студію для запису наступного альбому. Літом гурт вирушив у тур «The Dead Kid Tour» разом із My Ticket Home, For All I Am та Erra, а потім приєднався до «The True Defiance Tour» гурту Demon Hunter разом із Bleeding Through, Cancer Bats і Willows. Гурт замінив Molotov Solution у липневому турі Impending Doom по США з Within the Ruins, Erra та To Each His Own.
Наприкінці літа 2012 року гурт оголосив плани випустити майбутній альбом осінню на лейблі Rise Records. Згодом вони стали частиною північноамериканського туру Iwrestledabearonce «Ruining Earth for Everybody» восени з Oceano, Vanna, Within the Ruins і Surrounded by Monsters. Гурт оголосив, що завершить рік у рамках мінітуру Like Moths to Flames на підтримку делюкс-перевидання When We Don't Exist разом із Ice Nine Kills, Horizons і Assassins. Трохи згодом гурт почав публікувати студійні кадри, на яких вони наполегливо працюють над майбутнім альбомом. Після анонсу гурт також повідомив, що альбом під назвою Could You Watch Your Children Burn вийде 15 січня. Новий рік гурт зустрів у рамках спільного з Whitechapel і Emmure туру «Brothers of Brutality Tour» з Unearth і Obey the Brave.
10 грудня гурт випустив першу пісню з майбутнього альбому, агресивний трек «Premeditated», в якому вокаліст Тьюерс розповідає про свою ворожість до людини, яка образила його дівчину під час туру. Пізніше того ж місяця гурт випустив наступну пісню з майбутнього альбому, «Fiction Religion». Останньою піснею, яку гурт випустить у рамках промо-туру перед релізом другого альбому 15 січня, стала «Digging Your Grave», композиція про колишнього вокаліста Of Mice & Men Остіна Карлайла.
18 лютого 2013 року гурт випустив кліп на трек «Premeditated» на тематику NSFW. Через місяць було оголошено, що гурт стане частиною туру «Back in Action Tour» гурту Attack Attack!, першого туру гурту після зміни вокалістів, їх підтримували Get Scared, Dangerkids і Closer to Closure. Через кілька днів гурт випустив кліп на пісню «Fiction Religion». Улітку 2013 року барабанщик Коул Ворден оголосив про дружній вихід з гурту на користь пошуку стабійльної роботи. Новим барабанщиком гурту став Кевін Рутерфорд, колишній учасник Like Moths to Flames. Наприкінці літа 2013 року гурт випустив останнє музичне відео з другого альбому, випустивши концертне відео на пісню «Troll».
The Plot in You вирушали у літній тур по Європі та Великобританії за підтримки I Declare War разом із Empires Fade та Odessa, які забезпечили часткову підтримку туру. Після цього у вересні відбувся австралійський тур із For the Fallen Dreams, Storm the Sky і Fit for a King. Вони завершили рік гастролями по США в рамках туру Attila «About That Life Tour» з Upon a Burning Body і Fit for a King. Пізніше до них приєдналися Iwrestledabearonce.

### 2013—2016:Happiness in Self Destruction
Гурт повернувся до студії після осіннього туру з Attila та Upon a Burning Body, щоб розпочати роботу над наступним релізом. Гурт також зустрів новий рік у рамках хедлайнерського туру гурту For Today на підтримку їхнього альбому Fight the Silence через Razor & Tie разом з Stray from the Path, Like Moths to Flames і Fit for a King. Гурт приєднався до Motionless in White і The Defiled у турі в березні, з'являючись у певні дати з For the Fallen Dreams і For Today.
Гурт приєднався до Chimaira під час їхнього літнього хедлайнеру «The Artery Metal Tour» разом з іншими супроводжувальними гуртами: Upon This Dawning, Allegaeon і Silence the Messenger. Після цього туру гурт став частиною осіннього північноамериканського турне The Acacia Strain разом із Cane Hill. Під час цих виступів гурт грав нову пісню «Crows».
На початку 2015 року гурт оголосив весняний тур із Sworn In, I Declare War і Gift Giver. До цього гурт став частиною невеликого весняного туру з Outline in Colour і Gift Giver. Навесні гурт був оголошений учасником «New England Metal & Hardcore Festival» серед інших хеві-метал-гуртів Fit for an Autopsy, I Declare War, Lionheart і Boris the Blade.
23 лютого 2015 року гурт оголосив про вихід з Rise Records, подякувавши лейблу за величезну допомогу з останніми релізами. Також вони оголосили про завершення роботи над наступним альбомом і результати пошуку нового лейблу. Тоді ж вони випустили музичне відео на нову пісню «My Old Ways», у якому зазначено, що пісня демонструє звук і відчуття їхнього нового альбому. У березні вони випустили раніше невидану сторінку Б, «Crows», пісню, яку вони грали наживо на концертах і планували випустити на 7-дюймовому диску. 3 червня гурт оголосив, що візьме участь у літньому турі Like Moths to Flames на підтримку нового альбому The Dream Is Dead разом із Myka Relocate та Yuth Forever (раніше Villains). Після підтримки з Like Moths to Flames було оголошено, що вони відіграють невеликий хедлайнерський тур з Myka Relocate, який завершиться влітку.
У липні гурт оголосив підписання контракту з StaySick Recordings і плани випустити новий альбом восени, а Тьюерс висловив радість роботи з працьовитими і пристрасними людьми, які до того ж є їхніми друзями. Пізніше вони оголосили, що третій альбом, Happiness in Self Destruction, вийде 16 жовтня 2015 року, і опублікували відео, в якому детально розповідається про труднощі, пов'язані з новим альбомом. Наприкінці серпня вони випустили «Take Me Away», другий сингл з майбутнього альбому, і Тьюерс назвав цю пісню найбільш значущою на альбомі та даниною поваги своєму покійному дідусеві. У вересні вони випустили кліп на пісню «Take Me Away». 3 жовтня вони випустили останній рекламний сингл «Dear Old Friend» з майбутнього альбому. У грудні 2015 року вони оголосили, що розпочнуть рік підтримуючи Blessthefall у турі хедлайнерів у лютому разом із Sirens and Sailors, Miss May I та A War Within.
28 червня 2016 року відбулася прем'єра відеокліпу на пісню «Time Changes Everything» з нового альбому Happiness in Self Destruction, режисером якого став нинішній гастрольний барабанщик гурту Матіас Арнелл.

### 2017—2019:Dispose
1 червня 2017 року було оголошено, що вони увійдуть до нового альбому-збірки лейблу Fearless Records Punk Goes…, а саме Punk Goes Pop Vol. 7, разом з іншими провідними та перспективними гуртами сучасної альтернативної сцени, які переспівують найбільші хіти з Топ-40 з власним динамічним стилем. Гурт зробив кавер на пісню Джеймса Бея «Let It Go», реліз альбому відбувся 14 липня.
15 червня The Plot in You оголосили про підписання контракту із Fearless Records, заявивши, що вони раді бути частиною «родини Fearless» і радість від того, що за ними стоїть команда з амбіціями та інструментами, щоб оживити творче бачення гурту. Вони відсвяткували підписання, випустивши пісню «Feel Nothing», пісню з майбутнього та першого альбому, над яким Тьюерс працював з іншим продюсером. Це також було оголошенням про вихід гурту від StaySick Recordings. Пізніше того ж місяця було оголошено, що вони стануть частиною літнього хедлайнерського туру гурту The Color Morale на підтримку їхнього альбому 2016 року Desolate Divine разом із Dayseeker і Picturesque. Пізніше вони оголосили, що приєднаються до Ice Nine Kills у турі «Every Trick in the Book», у якому гурт виконуватиме однойменний альбом повністю щовечора за підтримки Dayseeker, Ovtlier і Carousel Kings. 16 листопада гурт випустив музичне відео на перший сингл з майбутнього альбому, «Not Just Breathing», разом із трек-листом і інформацією про те, що альбом вийде 16 лютого.
5 січня 2018 року було оголошено, що вони зустрічатимуть новий рік до весни, супроводжуючи We Came as Romans у їхньому турі «Cold Like War» разом із Oceans Ate Alaska, Currents і Tempting Fate. 25 січня гурт розповів про майбутній альбом Dispose, заявивши, що «брейкдауни більше не є його головною метою, проте це не означає, що звук гурту легшає», і що альбом буде найважчим для гурту, але не в тому сенсі, як думають фанати. Також у січні було оголошено, що гурт приєднається до Polaris і Alpha Wolf у їх весняному турі по Австралії. До кінця січня вони планували завершити весняний тур Європою та Великобританією разом із We Came as Romans, Polaris та Alazka.
Починаючи з лютого, гурт випустив відеокліп на нову пісню «Disposable Fix» 2 лютого, а «I Always Wanted to Leave» вийшла в День Святого Валентина. Гурт почав транслювати новий альбом за день до його офіційного релізу. Тьюерс опублікував заяву про загальну зміну стилю, стверджуючи: «…коли я вперше створив Plot, я був повністю металістом. Після того, як роками гастролював лише з важкими гуртуами, записував важкі гурти та писав переважно важку музику, це стало буденністю… Я просто не слухаю те, що я слухав вісім-десять років тому. Раніше я переживав речі, про які було сенс кричати, і їх можна було належним чином передати через важку музику. Сьогодні цей тон здебільшого не працює. Я написав три з половиною альбоми важкої музики. Я хочу розширюватися та кинути собі виклик».
У червні 2018 року було оголошено, що вони продовжать тур у Європі та Великобританії восени разом із The Amity Affliction, Dream State та Endless Heights. До липня було оголошено про завершення річного туру на підтримку зимового північноамериканського туру Underoath із Dance Gavin Dance та Crown the Empire. Наступного дня гурт випустив кліп на пісню «The One You Loved».
Наприкінці січня 2019 року було оголошено, що вони приєднаються до своїх друзів Like Moths to Flames, Dayseeker і Limbs у майбутньому весняному турі по Північній Америці. У травні 2019 року The Plot in You анонсували кілька хедлайнерських концертів цього літа, пов'язаних з виступом на фестивалі «Rock USA» у 2019 році, а також виступ Ice Nine Kills на їхньому концерті в Колумбусі, штат Огайо. Наприкінці липня вони були раді оголосити, що візьмуть участь в осінньому турі Sum 41 із The Amity Affliction разом із Of Mice & Men, граючи в дати, коли The Amity Affliction не братимуть участі. Вони продовжували грати кілька обраних концертів у вихідні дати свого туру з Sum 41 і The Amity Affliction.

### 2019—2022:Swan Song
5 листопада 2019 року Лендон оголосив в Instagram, що працює над новим матеріалом гурту та своїм сайд-проєктом Ai640. Лише на початку квітня 2020 року Тьюерс повідомив про хід роботи над альбомом, зазначивши наступне: «… ми закінчили трохи більше половини шляху трекінгу нового запису Plot, і я справді радий випустити ще один запис. Нове лайно справді не схоже ні на що, що ми коли-небудь робили…». Тьюерс також випустив сольний трек «Say It Ain't So», щоб підготувати шанувальників до виходу нового альбому. У травні 2021 року Тьюерс оголосив про завершення альбому.
29 липня гурт випустив новий головний сингл «Face Me» з п'ятого студійного альбому Swan Song, який вийшов 17 вересня 2021 року разом із відеокліпом. Тоді ж гурт оприлюднив обкладинку альбому та трек-лист. Для просування альбому гурт також оголосив, що підтримає перенесений тур Silverstein з нагоди 20-річчя разом із Can't Swim у листопаді 2021 року. 19 серпня гурт представив другий сингл «Enemy». 9 вересня, за тиждень до виходу альбому, гурт випустив третій сингл «Paradigm» та кліп на нього

### 2022— дотепер:Vol. 1іVol. 2
25 жовтня 2022 року The Plot in You оприлюднили перший сингл «Divide». 1 грудня вийшов кліп на сингл. 8 лютого 2023 року гурт випустив другий сингл «Left Behind» разом із супровідним кліпом. 11 серпня гурт представив третій сингл «Forgotten» разом з кліпом.
19 січня 2024 року The Plot in You випустили новий сингл під назвою «Closure». Він слідує за цифровим мініальбомом Vol. 1, реліз якого відбувся 12 січня. До мініальбому увійшли три раніше випущені сингли гурту.Крім того, гурт також анонсував наступний мініальбом, Vol. 2, вихід якого запланований на 3 травня 2024 р. 8 березня відбулася прем'єра синглу «Don't Look Away» та відповідного кліпу на нього.

## Музичний стиль
Ранній матеріал гурту відрізнявся суворим металкоровим звучанням із низько налаштованими гітарами, натяком на джент, легкими мелодіями, але загальним акцентом на дисонансі та настільки ж суворими текстами. Тьюерс використовував гортанний вокальний стиль, який найчастіше зустрічається в музиці дезкору з незначним використанням співаного вокалу в їхній попередній музиці, що віддзеркалює гнівний і суворий тон, передаючи ліризм темних тем. Гурт продовжував додавати деякі мелодичні елементи у майбутніх релізах після використання чистого вокалу під час свого дебютного альбому. Другий альбом ознаменував перехід до швидшої агресивної музики з індустріальними семплами та навіть повними піснями майже без крику. До третього альбому гурт почав відходити від свого металкорового коріння, залишаючи агресію позаду на користь експериментів. Під час четвертого випуску, Dispose, Тьюерс заявив, що альбом буде іншим типом важкої музики: гурт залишив брейкдауни і кліше металкору позаду і став непередбачуваним, з піснями, що варіюються від альтернативного року до електроніки, багато з яких плавно переходять з одного жанру в інший за лічені секунди. Найбільша зміна відбулася з мультиінструменталістом Лендоном Тьюерсом, який допоміг решті гурту у творчому процесі для Dispose: Тьюерс написав, записав і спродюсував усі попередні релізи гурту, окрім барабанів і перкусії на деяких старіших релізах.

## Склад гурту
Поточний склад
- Лендон Тьюерс (раніше Before Their Eyes) — вокал, клавішні, програмування (з 2010–); гітари (з 2014); ударні, перкусія (2014—2015)
- Ітан Йодер (раніше з Walking Edith Park) — бас (з 2010)
- Джош Льюїс Чайлдресс — гітари (2010—тепер)
- Майкл Купер — барабани, перкусія (з 2021)

Колишні учасники
- Ентоні Тома — гітари (2010—2012)
- Коул Ворден (раніше з Walking Edith Park) — ударні, перкусія (2010—2013)
- Деррік Секріст (раніше з A Bullet for Pretty Boy) — гітари (2012—2014)
- Кевін Резерфорд (раніше з Like Moths to Flames і Legion) — ударні, перкусія (2013—2014)
- Матіс Арнелл (раніше MyChildren MyBride) — барабани, перкусія (2015—2021)

Гастрольні музиканти
- Алекс Балью (Erra) — ударні, перкусія (2014—2015, 2017)

### Шкала
Не вдається зібрати вхід EasyTimeline:

Timeline generation failed: More than 10 errors found

Line 8: TimeAxis   = orientation: horizontal format: yyyy

- TimeAxis definition incomplete. No value specified for attribute 'orientation'.

Line 9: Legend     = orientation: vertical position: bottom columns:3

- TimeAxis definition incomplete. No value specified for attribute 'horizontal'.

Line 10: Colors =

- TimeAxis definition incomplete. No value specified for attribute 'format'.

Line 11:  id:vocals      value:red         legend:Вокал,_клавішні,_програмування

- New command expected instead of data line (= line starting with spaces). Data line(s) ignored.

```
 

```

Line 18: BackgroundColors = bars: bars

- TimeAxis definition incomplete. No value specified for attribute 'yyyy'.

Line 21:  at:07/13/2010 color:ep

- LineData  attribute 'color' invalid. Unknown color 'ep'.

```
 Specify command 'Color' before this command.

```

Line 22:  at:04/18/2011 color:studio

- LineData  attribute 'color' invalid. Unknown color 'studio'.

```
 Specify command 'Color' before this command.

```

Line 23:  at:01/15/2013 color:studio

- LineData  attribute 'color' invalid. Unknown color 'studio'.

```
 Specify command 'Color' before this command.

```

Line 24:  at:10/16/2015 color:studio

- LineData  attribute 'color' invalid. Unknown color 'studio'.

```
 Specify command 'Color' before this command.

```

Line 25:  at:02/16/2018 color:studio

- LineData  attribute 'color' invalid. Unknown color 'studio'.

```
 Specify command 'Color' before this command.

```

Line 26:  at:09/17/2021 color:studio

- LineData  attribute 'color' invalid. Unknown color 'studio'.

```
 Specify command 'Color' before this command.

```

## Інші проєкти
- У березні 2014 року вокаліст Лендон Тьюерс оголосив, що він випустить дебютний сольний мініальбом 1 квітня, описавши його як «сповнений дивних пісень, які я не можу використовувати ні для чого іншого», одночасно з анонсом випустивши свій перший сингл «Ma and Pa»[80]. Він продовжив транслювати мініальбом під назвою Dead Kid 31 березня за день до його запланованого випуску, а того літа вирушив у тур за підтримки Wind in Sails[81][82]. Після дебюту сольного проєкту Лендон почав періодично випускати оригінальну музику та кавери протягом наступних років, іноді під різними іменами. Напередодні Різдва 2014 року Лендон випустив ще одну сольну пісню під назвою «I Hope You Have a Shitty Christmas», написавши пісню в стані алкогольного сп'яніння та випустивши її, щоб хвилювати шанувальників до наступного релізу The Plot in You. Крім того, він повідомив, що гурт зняв музичний кліп, має готовий 7-дюймовий сингл і скоро випустить кілька студійних оновлень, щоб шанувальники мали змогу відчути смак того, що буде далі[83]. У лютому 2015 року, продовжуючи заспокоювати шанувальників у очікуванні нової музики The Plot in You, Лендон випустив ще один сольний трек, на цей раз кавер на пісню Дрейка «Hold On, We're Going Home» з Шоном Макдональдом із Dream Pilot, який виконав бек-вокал для треку[84]. 12 лютого Лендон поділився ще одним сольним треком, «I'll Always Be Proud», піснею, яку він написав для своєї дівчини, коли був «на межі суїциду», яка має з'явитися на його майбутньому мініальбомі[85]. Через три дні пішла пісня «Feel You Out»[86].
  - У 2015 році Лендон оприлюднив ще один сайд-проєкт під псевдонімом «Ai640», хаотичний металкор, де він планував випустити концептуальний мініальбом, повний музики, яка не вписувалася в третій альбом The Plot in You. У червні 2015 року він випустив першу пісню проєкту, «Debate», поклавши початок серії релізів, які продовжуватимуть історію розумного робота «Ai640», що постійно розвивається[87]. Лендон випустив однойменний мініальбом про жорстокого робота зі штучним інтелектом[88]. У 2017 році Тьюерс дотримується цієї концепції у другому мініальбомі під назвою Ai640, Pt. 2 разом із синглом «Jane». Лише наприкінці 2019 року Тьюерс випустить важку музику під псевдонімом «Ai640». В 2020 році Тьюерс завершив шестирічний сайд-проєкт і випустив останній мініальбом триптиху[89].
- У 2016 році гітарист Джош Чайлдресс почав випускати власну музику, спершу випустивши кавер на пісню Леонарда Коена «Hallelujah» на початку листопада, а потім дебютувавши з оригінальною піснею «Always Blue» наприкінці листопада з більш атмосферним альтернативним рок-звучанням з грубим вокалом на противагу металкору, який зазвичай зустрічається в музиці The Plot in You[90]. Потім він продовжив прем'єру своєї наступної пісні «Bottle of Red» і повідомив, що 9 грудня випустить мініальбом під назвою Always Blue[91][92]. 16 березня 2017 року вони випустили його наступну пісню «Sell Your Soul», продовжуючи атмосферний стиль альтернативного року з елементами прогресивного міксу[93]. Через два роки, у 2019 році, Чайлдресс випустив кавер на пісню The Rolling Stones «Blinded by Rainbows» і випустив другий мініальбом A Little Lost Without You, тоді ж вийшли рекламні сингли «Think» та «Kind Eyes»[94][95].

## Дискографія

### Студійні альбоми
| Назва                              | Деталі альбому                                                                               | Пікові позиції в чартах | Пікові позиції в чартах | Пікові позиції в чартах | Пікові позиції в чартах | Пікові позиції в чартах |
| Назва                              | Деталі альбому                                                                               | US                      | US Hard Rock            | US Heat                 | US Indie                | US Rock                 |
| ---------------------------------- | -------------------------------------------------------------------------------------------- | ----------------------- | ----------------------- | ----------------------- | ----------------------- | ----------------------- |
| First Born                         | - Вийшов: 18 квітня 2011 - Лейбл: Rise - Формат: CD, LP, цифрове завантаження, стримінг      | —                       | —                       | 36                      | —                       | —                       |
| Could You Watch Your Children Burn | - Вийшов: 15 січня 2013 - Лейбл: Rise - Формат: CD, LP, цифрове завантаження, стримінг       | 110                     | 4                       | 1                       | 18                      | 29                      |
| Happiness in Self Destruction      | - Вийшов: 16 жовтня 2015 - Лейбл: StaySick - Формат: CD, LP, цифрове завантаження, стримінг  | 102                     | 5                       | 1                       | 12                      | 13                      |
| Dispose                            | - Вийшов: 16 лютого 2018 - Лейбл: Fearless - Формат: CD, LP, цифрове завантаження, стримінг  | 133                     | 9                       | 1                       | —                       | 22                      |
| Swan Song                          | - Вийшов: 17 вересня 2021 - Лейбл: Fearless - Формат: CD, LP, цифрове завантаження, стримінг | —                       | —                       | —                       | —                       | —                       |

### Мініальбоми
| Назва       | Деталі мініальбому                                                                          |
| ----------- | ------------------------------------------------------------------------------------------- |
| Wife Beater | - Дата виходу: 13 липня 2010 - Лейбл: InVogue - Формат: EP, цифрове завантаження, стримінг  |
| Vol. 1      | - Дата виходу: 12 січня 2024 - Лейбл: Fearless - Формат: EP, цифрове завантаження, стримінг |
| Vol. 2      | - Дата виходу: 3 травня 2024 - Лейбл: Fearless - Формат: EP, цифрове завантаження, стримінг |

### Кліпи
| Рік  | Назва                      | Режисер               |
| ---- | -------------------------- | --------------------- |
| 2011 | «Miscarriage»              | Невідомо              |
| 2013 | «Premeditated»             | Невідомо              |
| 2013 | «Fiction Religion»         | Невідомо              |
| 2013 | «Troll»                    | Невідомо              |
| 2015 | «My Old Ways»              | Невідомо              |
| 2015 | «Crows»                    | Невідомо              |
| 2015 | «Take Me Away»             | Скотт Гансен          |
| 2016 | «Time Changes Everything»  | Метіс Арнелл          |
| 2017 | «Feel Nothing»             | Метіс Арнелл          |
| 2017 | «Not Just Breathing»       | Метіс Арнелл          |
| 2018 | «Disposable Fix»           | Метіс Арнелл          |
| 2018 | «I Always Wanted to Leave» | Метіс Арнелл          |
| 2018 | «The One You Loved»        | Метіс Арнелл          |
| 2021 | «Face Me»                  | Орі Мак-Ґінесс        |
| 2021 | «Paradigm»                 | Орі Мак-Ґінесс        |
| 2022 | «Divide»                   | Джордж Галлардо Кетта |
| 2023 | «Left Behind»              | Джордж Галлардо Кетта |
| 2023 | «Forgotten»                | Джордж Галлардо Кетта |
| 2024 | «Closure»                  | Джордж Галлардо Кетта |
| 2024 | «Don't Look Away»          | Джордж Галлардо Кетта |